# 10 (број)
10 (десет) је број, нумерал и име глифа који представља тај број. То је паран природан број који следи после броја 9 а претходи броју 11. Број је дељив са 10, ако и само ако се завршава нулом.

### Хемија
- Атомски број хемијског елемента неона је 10.